# Mengeïta
La mengeïta és un mineral de la classe dels fosfats.

## Característiques
La mengeïta és un fosfat de fórmula química Ba(Mg,Mn2+)Mn3+₄(PO₄)₄(OH)₄·4H₂O. Va ser aprovada com a espècie vàlida per l'Associació Mineralògica Internacional l'any 2018, sent publicada l'any 2022. Cristal·litza en el sistema triclínic. És un mineral estructuralment relacionat amb la bermanita i l'ercitita.
L'exemplar que va servir per a determinar l'espècie, el que es coneix com a material tipus, es troba conservat a les col·leccions mineralògiques del Museu d'Austràlia Meridional, a Adelaida, Austràlia, amb el número de registre: g34744.

## Formació i jaciments
Va ser descoberta a la mina Spring Creek, situada a la localitat de Wilmington, a la serralada Flinders (Austràlia Meridional, Austràlia), on es troba en forma de masses de color vermell taronja fosc de fins a 0,8 mm associades a quars. Aquest indret és l'únic a tot el planeta on ha estat descrita aquesta espècie mineral.